# Lolo kalandjai
A Lolo kalandjai, alcím: Nyüzsgi, a pingvin kalandjai (小さなペンギンロロの冒険; Csiszana Penguin Lolo no Bouken; Hepburn: Chiisana Pengin Roro no Bōken; oroszul: Приключения пингвиненка Лоло, Priklyucheniya pingvinenka Lolo) 1986-ban bemutatott szovjet–japán rajzfilm, amelyet Gennagyij Szokolszkij és Josida Kendzsi rendezett, producerei Komori Tohru és Nisigucsi Takeo voltak. A forgatókönyvet Viktor Merezsko és Tadzsi Eicsi írta, a zenéjét Marujama Maszahito szerezte. A mozifilm készítője és forgalmazója a Szojuzmultfilm.
A Szovjetunióban 1987. január 1-jén, Japánban 1987. március 27-én mutatták be a mozikban. Magyarországon két szinkronos változat is készült belőle, amelyekből az elsőt 1995. július 29-én az MTV2-n, a másodikat 2006. december 17-én a Duna TV-n vetítették le a televízióban.

## Szereplők
| Szereplő              | Eredeti hang          | Eredeti hang     | Magyar hang                     | Magyar hang                        |
| Szereplő              | Orosz                 | Japán            | 1. magyar változat (MTV2, 1995) | 2. magyar változat (Duna TV, 2006) |
| --------------------- | --------------------- | ---------------- | ------------------------------- | ---------------------------------- |
| Lolo                  | Szvetlana Boriszovna  | Szugijama Kazuko | Kiss Erika                      | Czető Ádám                         |
| Pépé                  | Ljudmila Gnyilova     | Mijuki Szanae    | Kocsis Judit                    | Ungvári Zsófi                      |
| Maku                  | Natalija Csencsik     | Marujama Hiroko  | Szokol Péter                    | Jelinek Márk                       |
| Pigo nagypapa         | Vjacseszlav Nyevinnij | Sibata Hidekacu  | Beregi Péter                    | Kristóf Tibor                      |
| Narrátor              | Alekszej Batalov      | Kató Tokiko      | ?                               | Kristóf Tibor                      |
| Lala, Lolo anyja      | Jelena Szanajeva      | Cuboi Akiko      | Vándor Éva                      | Hűvösvölgyi Ildikó                 |
| Toto, Lolo apja       | Rolan Bikov           | Jamada Keaton    | Harsányi Gábor                  | Szombathy Gyula                    |
| Jack                  | Jevgenyij Leonov      | Jada Minoru      | Ujlaki Dénes                    | Melis Gábor                        |
| Sarki-kutató          | Jurij Volincev        | Ikeda Maszaru    | ?                               | ?                                  |
| Orvvadászok kapitánya | Vlagyimir Ferapontov  | Isimaru Hiroja   | ?                               | ?                                  |
| Orvvadászok           | Vjacseszlav Bogacsev  | Ikuja Szavaki    | ?                               | Uri István                         |
| Orvvadászok           | Vlagyimir Szosalszkij | Tacuta Naoki     | ?                               | ?                                  |

További magyar hangok (1. magyar változatban): Jani Ildikó, Kardos Gábor, Zsurzs Kati